# Triplophysa furva
Triplophysa furva är en fiskart som beskrevs av Zhu 1992. Triplophysa furva ingår i släktet Triplophysa och familjen grönlingsfiskar. Inga underarter finns listade i Catalogue of Life.